# Église Saint-Laurent-et-Saint-Front de Beaumont-du-Périgord
Pour les articles homonymes, voir Église Saint-Front et Église Saint-Laurent.
L'église Saint-Laurent-et-Saint-Front est une église catholique située à Beaumont-du-Périgord, en France.

## Localisation
L'église est située dans le département français de la Dordogne, sur la commune de Beaumont-du-Périgord.

## Historique

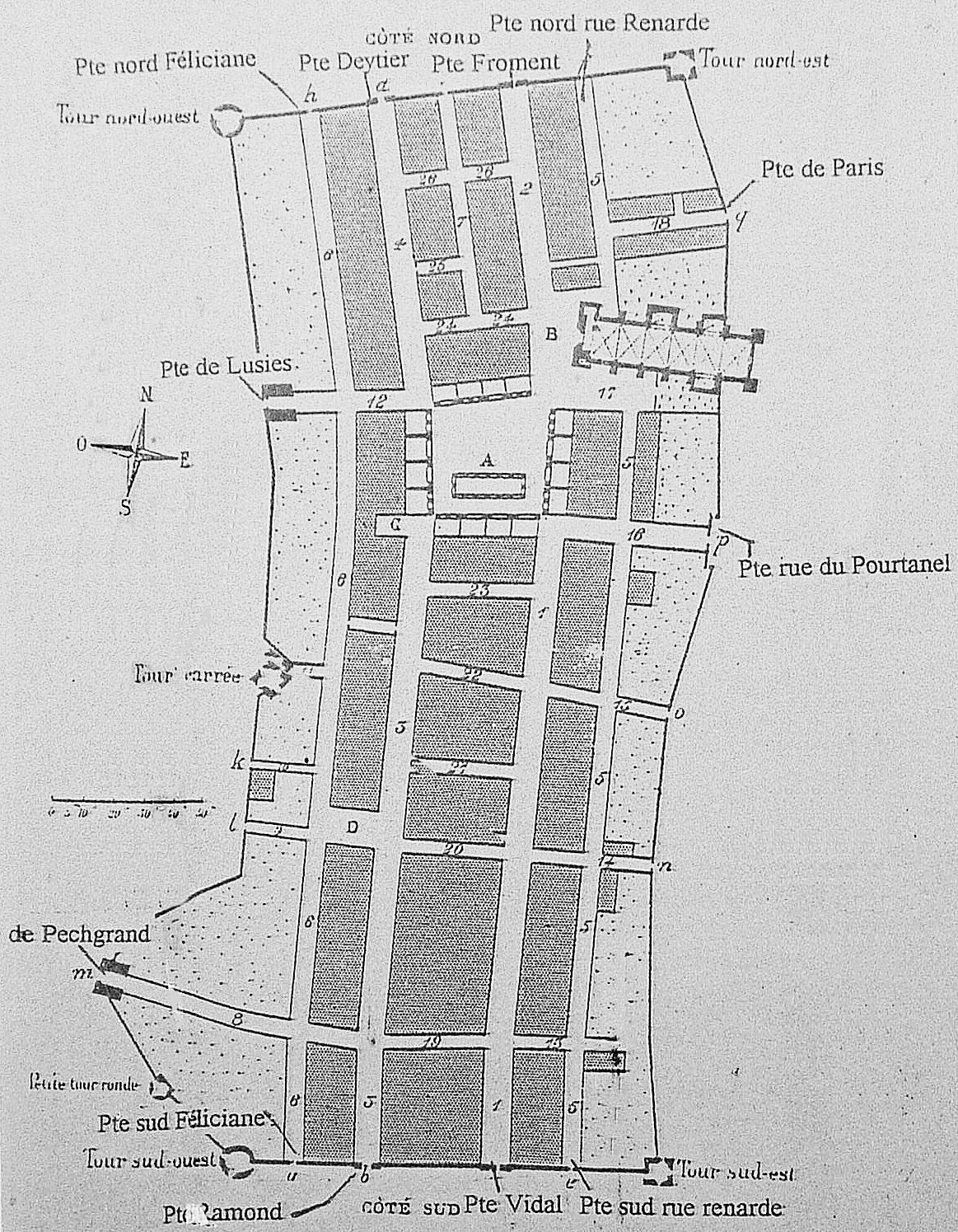
Plan de la bastide de Beaumont.

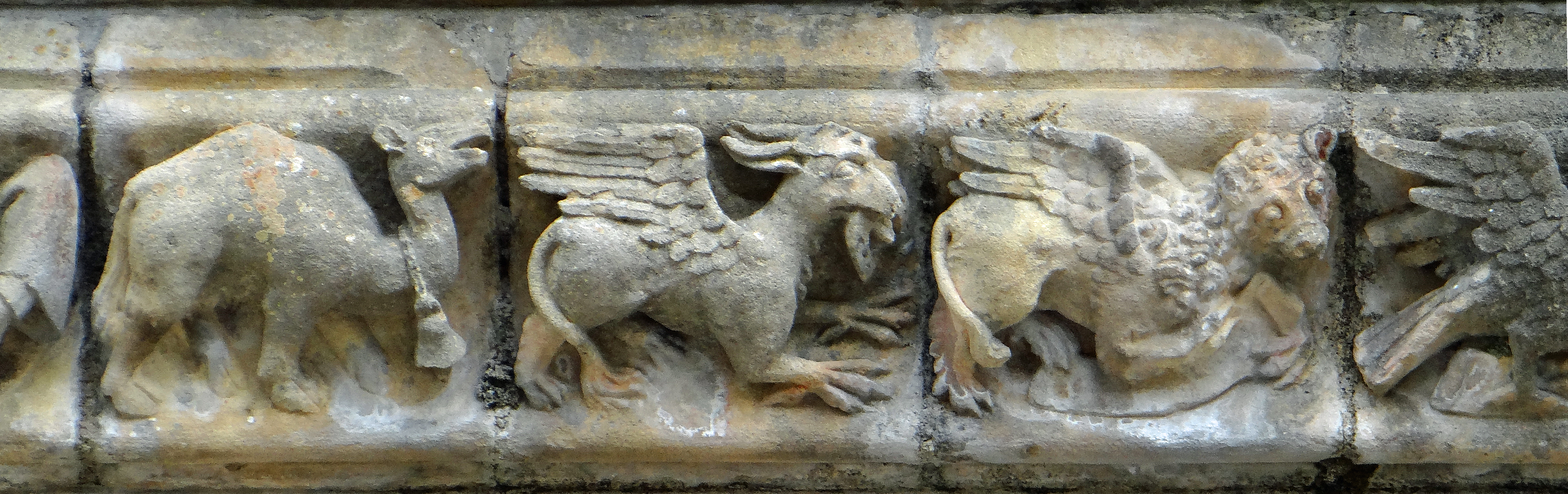
Frise au-dessus du portail occidental.

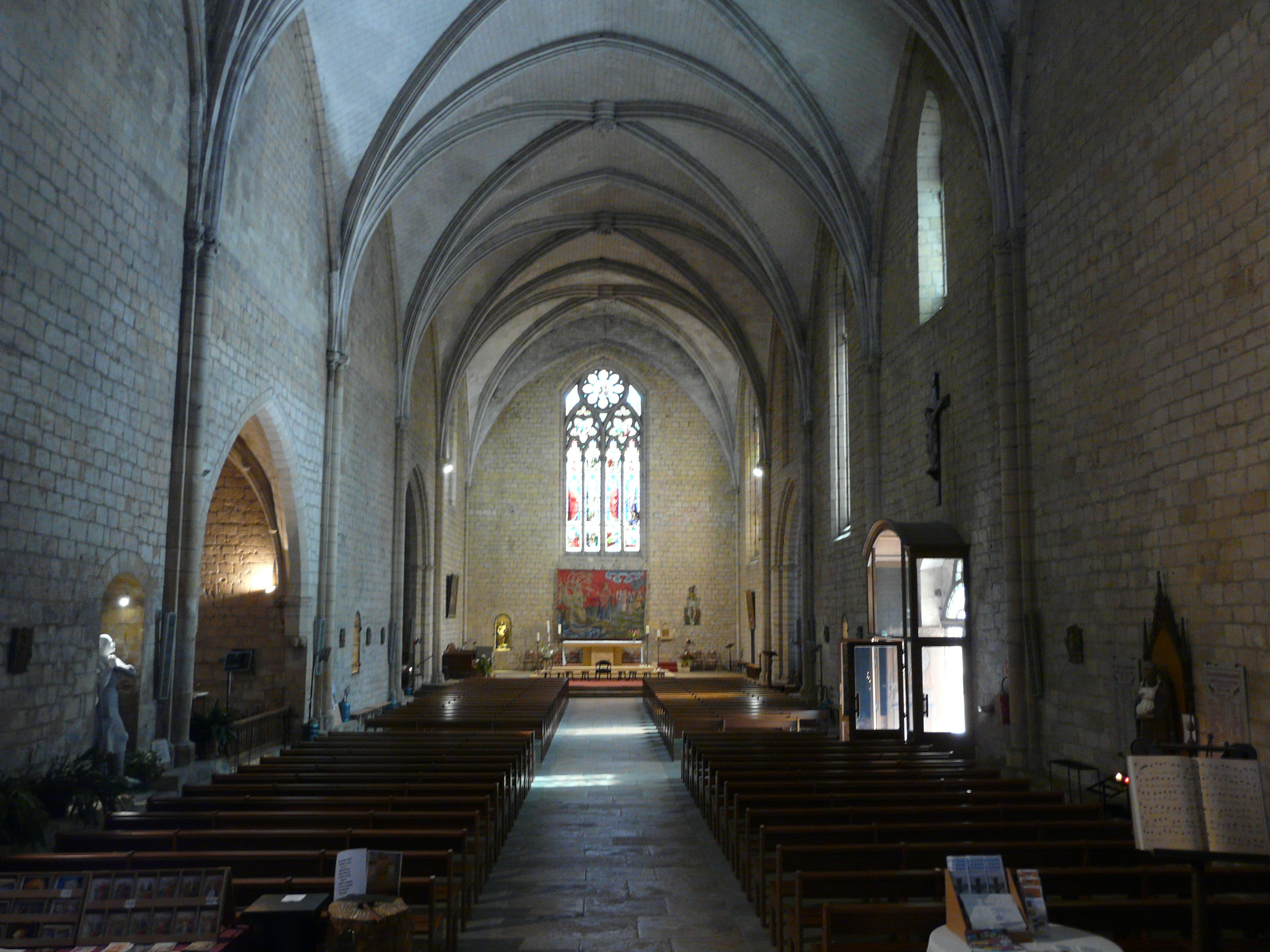
La nef unique de l'église.

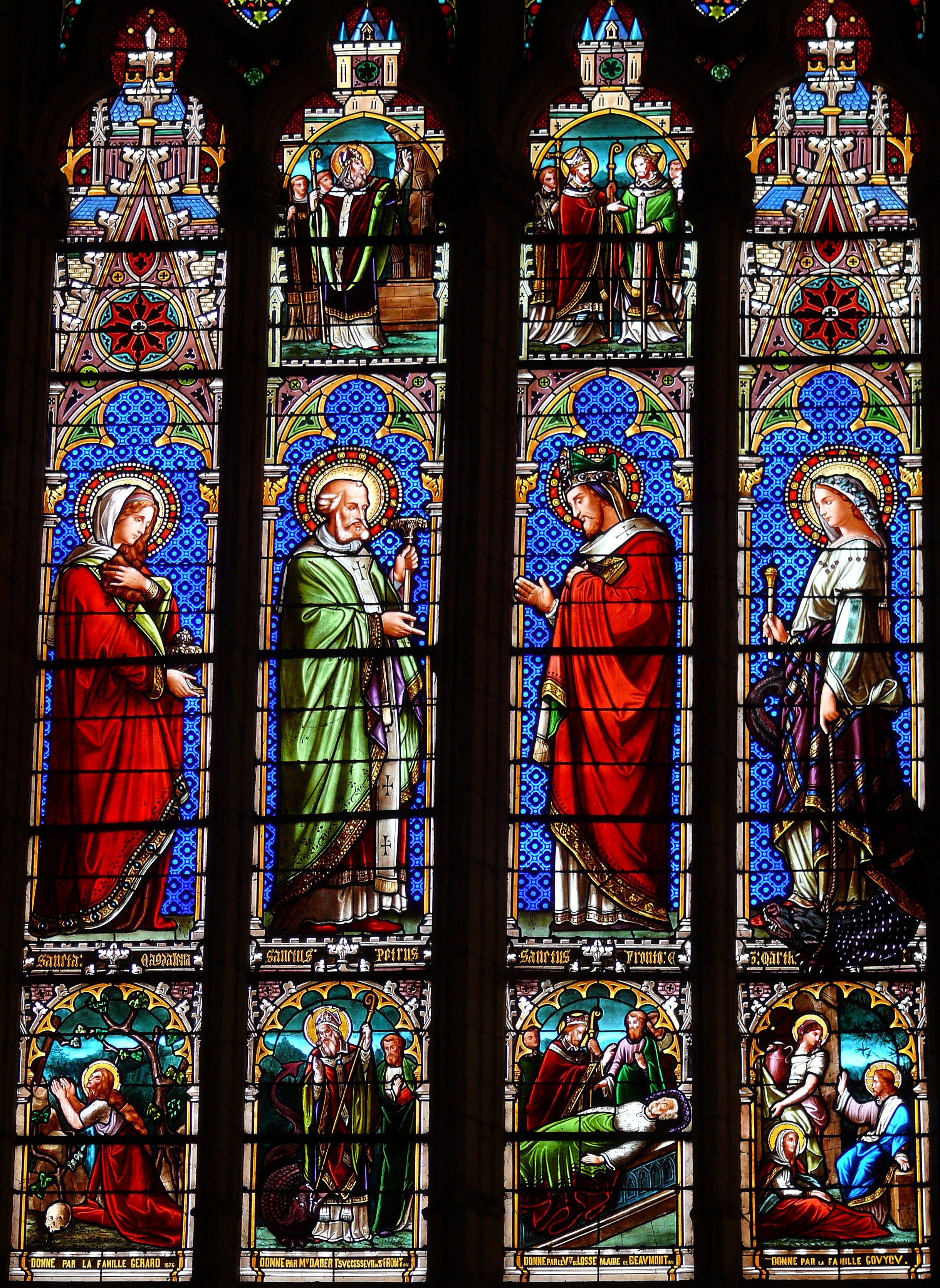
Les vitraux du chœur.

Les études historiques n'ont pas montré qu'une paroisse existait sur le site avant la fondation de la bastide de Beaumont par Luc de Thaney, sénéchal de Gascogne, sur ordre du roi d'Angleterre, duc d'Aquitaine, Édouard Ier, en 1272.
Par le traité de Paris de 1259, entre Louis IX et Henri III, roi d'Angleterre, la guerre entre Capétiens et Plantagenêts prend fin. Le roi d'Angleterre devient suzerain du Limousin, du Périgord, de la Guyenne, du Quercy, de l'Agenais et de la Saintonge au sud de la Charente, mais se reconnaît vassal du roi de France. La construction de la bastide de Beaumont permet de marquer la suzeraineté du roi duc sur la partie sud du Périgord après la mort d'Alphonse de Poitiers qui avait fait construire les bastides de Villefranche, Castillonnès et Villeréal. La fondation de Beaumont précède de douze ans celle de la bastide de Monpazier.
La nouvelle ville nécessitait une nouvelle église pour la nouvelle paroisse. Sa position faisait qu'elle participait à la défense de la ville.
L'abbé de Cadouin prétextant que la nouvelle bastide se trouvait sur le territoire de l'église Saint-Laurent-de-Belpech dont elle était propriétaire, elle dépendait de sa juridiction. Le prieur de Saint Avit Senieur ayant la même prétention, il a fallu une transaction. La première conséquence, c'est le nom de la bastide : Belpech a donné le nom de Beaumont. Gaston II de Gontaut-Badefol (après 1245-vers 1311), seigneur de Badefol et de Saint-Avit, participe à la construction de l'église paroissiale avec son frère Pierre de Gontaut, l'abbé de Cadouin et le chapitre de Saint-Avit-Sénieur décide de la construction de l'église.
La construction de la ville de Beaumont étant suffisamment avancée, le roi d'Angleterre, duc de Guyenne, a octroyé en 1288 aux habitants de la ville certains privilèges. Il met Saint Avit Senieur, Montferrand et Puybéton sous la juridiction de Beaumont.
L'église commencée à la fin du XIIIe siècle n'a été terminée qu'au XIVe siècle. Jacques Gardelles date le portail des années 1330-1350.
L'église de Beaumont ne semble pas avoir subi de dommages importants pendant la guerre de Cent Ans.
La ville de Beaumont est prise par les troupes protestantes en 1576, 1585 et 1587. L'église ne semble pas avoir souffert pendant les combats.
Une partie des voûtes de l'église s'est effondrée en 1810. L'autre partie est abattue. Comme l'écrit Charles de Montalembert à Victor Hugo en 1833 la voûte a été remplacée par un berceau en bois et en plâtre, la charpente rabaissée et les fenêtres sont bouchées. En 1869, une campagne de reconstruction rétablit le haut des murs qui permet la mise en place de la voûte d'ogives en brique.
Les vitraux ont été réalisés en 1876-1877 par Joseph Villiet, maître verrier bordelais.
En 1899 sont entrepris d'importants travaux de restauration de la façade occidentale avec son portail à cinq voussures, la frise historiée et la rose.
L'édifice est classé au titre des monuments historiques le 8 avril 1909.

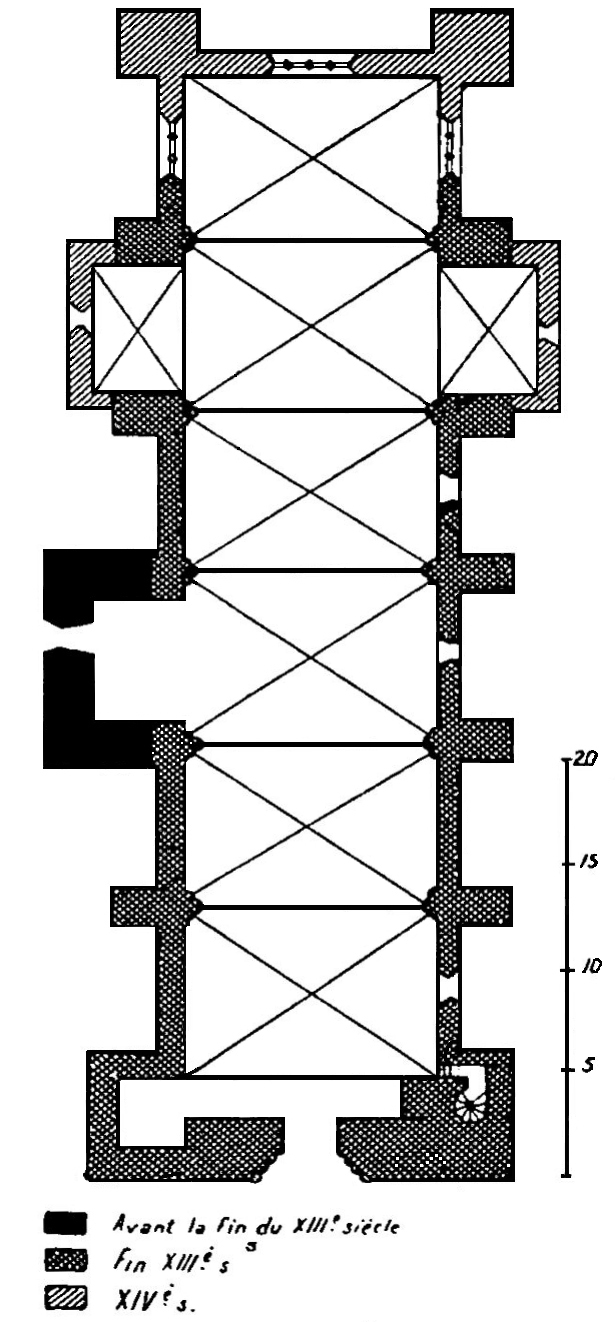
Plan de l'église d'après Léo Testut. Reproduit dans Congrès archéologique de France (1927).

## Description
L'église ne comprend qu'une seule nef
- Longueur : 52,50 m
- Largeur : 13,50 m
- Épaisseur des murs : 1,15 m

L'église qui a été conçue pour jouer un rôle défensif et servir d'abri en cas d'attaque de la ville a été flanquée de quatre tours de forme carrée. Les murs latéraux nord et sud sont renforcés chacun de cinq contreforts massifs rectangulaires. Chaque contrefort a une largeur de 1,80 m et est en saillie de 2,10 m.
Sur le côté sud, entre le 2e et le 3e contrefort, se trouve une petite porte latérale ogivale de 1,90 m de largeur sur 4,40 m de hauteur dans la partie la plus haute. Cette porte s'ouvre au niveau du sol intérieur de l'église. Elle avait pour but de permettre le passage des enterrements, des dais pour les processions, ainsi que de permettre aux habitants d'amener dans l'église leurs biens les plus précieux ou les récoltes en cas de guerre. Cette petite porte est défendue par une bretèche placée juste au-dessus.
Le chevet plat est renforcé par deux tours carrées placées de part et d'autre. La partie haute du chevet a été modifiée au moment de la restauration de 1869 comme le montre la comparaison entre le dessin de J-A Brutails avec le mur actuel. Les trois lancettes hautes sont remplies par un briquetage. Les tours sont en maçonnerie pleine sur presque toute leur hauteur. Ce n'est qu'en partie supérieure qu'elles ont un petit réduit qui était à l'origine entouré d'un parapet crénelé. Ces réduits communiquaient autrefois avec la salle d'armes installée dans les combles et faisaient partie du système défensif de l'église.
La façade occidentale de l'église présente un des beaux portails gothiques du département. Il a une largeur de 6,60 m pour une hauteur maximale de 8,60 m.
Au-dessus du portail, on peut voir une galerie découverte reliant les deux tours, entre la rose à douze compartiments et une balustrade formée de vingt arcades trilobées. Dessous la balustrade a été sculptée en ronde-bosse une frise historiée formée par 21 pierres représentant des sujets difficiles à interpréter pour certains : homme, taureau, aigle, lion qui peuvent représenter le tétramorphe, homme ailé, sirène, dromadaire, une scène de chasse, peut-être la légende de Saint-Hubert, ...
La tour nord de la façade occidentale a servi de clocher jusqu'à la Révolution. Elle servait aussi pour la défense de l'église. La tour sud est presque carrée (5 x 5,50 m de côté) et s'élève à près de 30 m. Elle est pleine en partie basse. Elle comprend quatre salles en partie haute séparées par des planchers. On y accède par un escalier à vis de 0,83 m de large placé dans un angle de la maçonnerie et dont l'entrée se fait par l'intérieur de l'église.
| Image1   |
| Mur sud. |

| image2              |
| Porte latérale sud. |

| image3                              |
| Bretèche au-dessus de la porte sud. |

| image4                                   |
| Le chevet avant la restauration de 1869. |

| image5                           |
| Chevet avec les tours du levant. |

| image6                                     |
| Portail, galerie, rose et frise historiée. |

À l'intérieur de l'église se trouve un puits permettant d'alimenter en eau les personnes et les animaux enfermés dans l'église pendant un siège.
L'église est éclairée par la grande fenêtre du chevet, les cinq grandes fenêtres de la façade sud, une seule fenêtre de la façade nord et la rose de la façade occidentale.
L'église comprend trois chapelles. Deux sont placées en vis-à-vis et forment un faux transept. Une autre, la chapelle Saint-Joseph, s'ouvre sur le mur nord plus près du mur occidental et doit être plus ancienne, romane, antérieure à l'église et à la construction de la bastide. Ces chapelles sont éclairées par une fenêtre.
| Image1                 |
| Chapelle Saint-Joseph. |

| image2                 |
| Chapelle latérale sud. |

| image3                  |
| Chapelle latérale nord. |

| image4                       |
| Culot représentant un moine. |